# 송천초등학교
송천초등학교는 대한민국 경상북도 안동시에 있는 초등학교다.

## 학교 연혁
- 1947년 10월 1일 송천공립국민학교 개교(설립인가 9월 20일)
- 1996년 3월 1일 송천초등학교로 교명 변경
- 2023년 9월 1일 제35대 김교일 교장 취임
- 2024년 1월 5일 제73회 졸업식(전체 2632명)